# جانپائولو گریساندی
جانپائولو گریساندی (به ایتالیایی: Gianpaolo Grisandi؛ ۴ دسامبر ۱۹۶۴ – ۲۹ ژانویهٔ ۲۰۲۵) دوچرخه‌سوار اهل ایتالیا بود.